# Heartattack and Vine
Heartattack and Vine è il settimo album del cantautore statunitense Tom Waits. In questo album è presente una delle canzoni più famose di Tom Waits, Jersey Girl, una canzone d'amore, della quale fu fatta la reinterpretazione da Bruce Springsteen, che la cantò in un concerto con lo stesso Waits

## Tracce
Testi e musiche di Tom Waits.
1. Heartattack and Vine – 4:50
2. In Shades (strumentale) – 4:25
3. Saving All My Love for You – 3:41
4. Downtown – 4:45
5. Jersey Girl – 5:11
6. 'Til the Money Runs Out – 4:25
7. On the Nickel – 6:19
8. Mr Siegal – 5:14
9. Ruby's Arms – 5:34